# Twilight of the Gods (serie animata)
Twilight of the Gods è una serie televisiva animata per adulti basata sulla mitologia norrena. Presenta le voci di Sylvia Hoeks, Stuart Martin, Pilou Asbæk, John Noble, Paterson Joseph, Rahul Kohli, Jamie Clayton, Kristofer Hivju, Peter Stormare, Jamie Chung, Lauren Cohan e Corey Stoll.
Coprodotta dalla società americana Stone Quarry Animation e dallo studio francese Xilam Animation, la serie è stata presentata in anteprima su Netflix il 19 settembre 2024.

## Trama
Dopo essersi innamorati sul campo di battaglia, il re vichingo Leif e la mezza-gigante Sigrid sono decisi a sposarsi. Ma la cerimonia di nozze viene interrotta dall'arrivo di Thor, il dio del tuono, in cerca del suo fratellastro Loki. Dopo che Thor stermina tutto il suo clan, Sigrid giura vendetta contro Thor. Con l'appoggio di Leif e l'aiuto segreto di Loki, intraprende un viaggio per cercare guerrieri disposti ad unirsi nella sua guerra contro gli dei.

## Personaggi
- Sigrid, doppiata in originale da Sylvia Hoeks e in italiano da Joy Saltarelli.
Una guerriera metà umana e metà Jötunn che giura vendetta a Thor dopo che questi interrompe il suo matrimonio e massacra il suo clan.
- Leif, doppiato in originale da Stuart Martin e in italiano da Stefano Crescentini.
Un re umano e amante di Sigrid che si unisce alla sua ricerca di vendetta.
- Hervor, doppiata da Birgitte Hjort Sørensen e in italiano da Antonella Baldini.
Una guerriera dei Völsung che si unì a Sigrid nella sua ricerca di vendetta.
- Egil, doppiato in originale da Rahul Kohli e in italiano da Simone Veltroni.
Un cantore al servizio di Leif capace di usare la magia. S'innamora di Áile
- Áile/Seid-Kona, doppiata in originale da Jamie Clayton e in italiano da Eva Robin's.
Una strega transgender che pratica la magia Seidr. Ha ereditato dalla madre la capacità di vedere il futuro. Si innamora di Egil.
- Ulfr, doppiato in originale da Peter Stormare e in italiano da Stefano Thermes.
Un berserker che possiede abilità da lupo.
- Andvari, doppiato in originale da Kristofer Hivju e in italiano da Luca Graziani.
Un fabbro nano, noto per la sua maestria nel forgiare armi magiche e maledette capaci di uccidere anche un dio.
- Thor, doppiato in originale da Pilou Asbæk e in italiano da Riccardo Scarafoni.
Dio Aesir del tuono e delle tempeste e principale nemico di Sigrid e del suo gruppo di alleati.
- Loki, interpretato in originale da Paterson Joseph e in italiano da Simone Mori.
Dio Aesir degli inganni e della menzogna. Aiuta Sigrid nel suo desiderio di uccidere Thor.
- Odino, doppiato in originale da John Noble e in italiano da Luca Biagini.
Dio della saggezza e della morte, re di Asgard e degli dei Aesir.
- Thyra, doppiata in originale da Thea Sofie Loch Næss e in italiano da Veronica Puccio.
Guerriera umana cresciuta dagli dei Vanir.
- Hela, doppiata in originale da Jamie Chung e in italiano da Elena Perino.
Dea dei morti disonorati e sovrana di Helheimr. Una dei tre figli di Loki.
- Sandraudiga, doppiata in originale da Jessica Henwick e in italiano da Valentina Stredini.
Dea della sconfitta e amante di Thor.

## Episodi
| Stagione       | Episodi | Pubblicazione USA | Pubblicazione Italia |
| -------------- | ------- | ----------------- | -------------------- |
| Prima stagione | 8       | 2024              | 2024                 |

## Produzione

### Sviluppo
Twilight of the Gods è stato concepito per la prima volta da Jay Oliva durante una telefonata improvvisata. John Derderian di Netflix ha chiamato Oliva durante un summit di sceneggiatori per la sua precedente serie animata Netflix, Trese, per chiedergli se Oliva sapesse qualcosa sulla mitologia norrena. Oliva ha inventato una storia sul momento e ha proposto l'idea a Derderian. Netflix ha apprezzato l'idea e ha contattato di nuovo Oliva per organizzarla, chiedendogli se a Oliva sarebbe piaciuto lavorare con il precedente collaboratore Zack Snyder, che stava già lavorando con Netflix su diversi progetti. I due hanno sviluppato ulteriormente l'idea, quindi hanno assunto Eric Carrasco come capo sceneggiatore, che alla fine avrebbe scritto le sceneggiature con il suo team di sceneggiatori.
"Eric, Zack e io ci sedevamo insieme e discutevamo della serie nel suo complesso. Eric scriveva un riassunto di ogni episodio in base a ciò che avevamo concordato tutti. Quindi, Zack e io aggiungevamo le nostre note e poi Eric lo passava al suo team di sceneggiatori o lo scriveva lui stesso". Nel 2019, Zack Snyder ha rivelato di avere in programma una serie animata basata sulla mitologia norrena. Due anni dopo, il 10 giugno 2021, durante l'evento Geeked Week di Netflix, il titolo è stato finalmente rivelato come Twilight of the Gods e l'elenco del cast è stato rivelato da Snyder e Rahul Kohli. Sylvia Hoeks, Stuart Martin, Pilou Asbæk, John Noble, Paterson Joseph, Rahul Kohli, Jamie Clayton, Kristofer Hivju, Peter Stormare, Jamie Chung, Lauren Cohan e Corey Stoll e i loro ruoli sono stati rivelati. 
Il 24 giugno 2021, The Hollywood Reporter ha annunciato la formazione di KRAKN Animation, che sarebbe stata una nuova joint venture guidata da Jay Oliva e Louis-Simon Menard, rispettivamente CEO di Lex + Otis e Digital Dimension Entertainment Group. Il nuovo studio avrebbe creato l'animazione per Twilight of the Gods. Uno degli sceneggiatori dello spettacolo, Eric Carrasco, ha affermato che l'animazione dello spettacolo avrebbe ancora richiesto del tempo a partire dal 10 aprile 2022, ma che l'impatto artistico avrebbe valso l'attesa. Carrasco è stato successivamente confermato come produttore della serie insieme all'annuncio che Xilam Animation era uno degli studi dietro l'animazione. Durante il tour promozionale di Rebel Moon, Zack e Deborah Snyder hanno rivelato che la serie sarebbe stata completata nell'estate del 2024. Hanno fornito una sinossi di base per la prima volta dall'annuncio della serie, hanno confermato il numero di episodi (otto) e hanno stimato una data di uscita per la fine del 2024. 
Nell'aprile 2024, il direttore di Xilam Animation, Slimane Aniss, ha pubblicato che l'animazione era stata completata a marzo. Ha anche confermato che la serie avrebbe utilizzato uno stile 2D. Più tardi quel mese, Netflix ha rivelato che avrebbero presentato Twilight of the Gods al festival di animazione francese, Annecy, rivelando anche che la serie sarebbe finalmente uscita in autunno. Il festival di Annecy si è svolto dal 9 al 15 giugno 2024, mentre Twilight of the Gods è stato mostrato specificamente il 12 giugno. Il 26 aprile 2024, Sherry Gunther Shugerman, una produttrice della serie, ha confermato tramite LinkedIn che la post-produzione era stata completata il giorno prima e che la serie sarebbe uscita a settembre. A giugno 2024, è stato annunciato da Collider che Jessica Henwick si era unita al cast come Sandraudiga. 

## Distribuzione
Twilight of the Gods è stato rilasciato su Netflix il 19 settembre 2024. 

## Accoglienza
Il sito web aggregatore di recensioni Rotten Tomatoes ha riportato un indice di gradimento del 71% con una valutazione media di 6,8/10, basato su 14 recensioni di critici. Il consenso dei critici del sito web recita: " Twilight of the Gods mantiene la carneficina divina che promette con un'animazione vivida, sebbene il suo impegno a fare Ragnarock tutto il tempo ne indebolisca un po' la profondità emotiva". Metacritic, che utilizza una media ponderata, ha assegnato un punteggio di 63 su 100 basato su 9 critici, indicando recensioni "generalmente favorevoli".